# Fauvet Girel
Pour les articles homonymes, voir Fauvet.
La société Établissements Fauvet Girel a été une entreprise française de construction de matériels ferroviaires. Elle est maintenant spécialisée dans la détention et la location de wagons affectés au transport de fret ferroviaire. Elle est cotée en bourse (code FAUV).

## Histoire
En 1931, les établissements Maurice Fauvet, spécialisés dans la construction de wagons-citernes à La Courneuve, prennent le contrôle des établissements Girel.
En 1936, l’entreprise déménage de la Courneuve pour s’installer à Saint-Laurent-Blangy, où elle poursuivra sa production de wagons-citernes spéciaux pour le transport de fluides sous forme de gaz liquéfié.
Après la guerre, l’entreprise diversifie sa production avec la construction de locotracteurs, puis à partir des années 1960, de nouveaux wagons-trémies à bogies de grande capacité pour pulvérulents et céréales. À cette même période, Fauvet Girel produit également des citernes semi-remorques routières.
En 1975, Fauvet Girel construit un wagon-citerne prototype de 25 m de longueur, équipé de quatre bogies, d’une capacité de 133 m3 et affichant une charge totale de 160 tonnes.
De 1977 à 1990, l'entreprise produit pour la SNCF 285 unités des locotracteurs de la série Y 8000.
En septembre 1985, Fauvet Girel fusionne avec la firme ARBEL de Douai pour fonder la société Arbel Fauvet Rail.
Cette restructuration a pour conséquence la fermeture du site historique de Saint-Laurent-Blangy au début des années 1990.
La société Etablissements Fauvet Girel, crée le 30 avril 1964 (siren : 552-064-933) n'est dissoute mais son objet social est modifié le 4 août 2015, elle gère une flotte de wagons

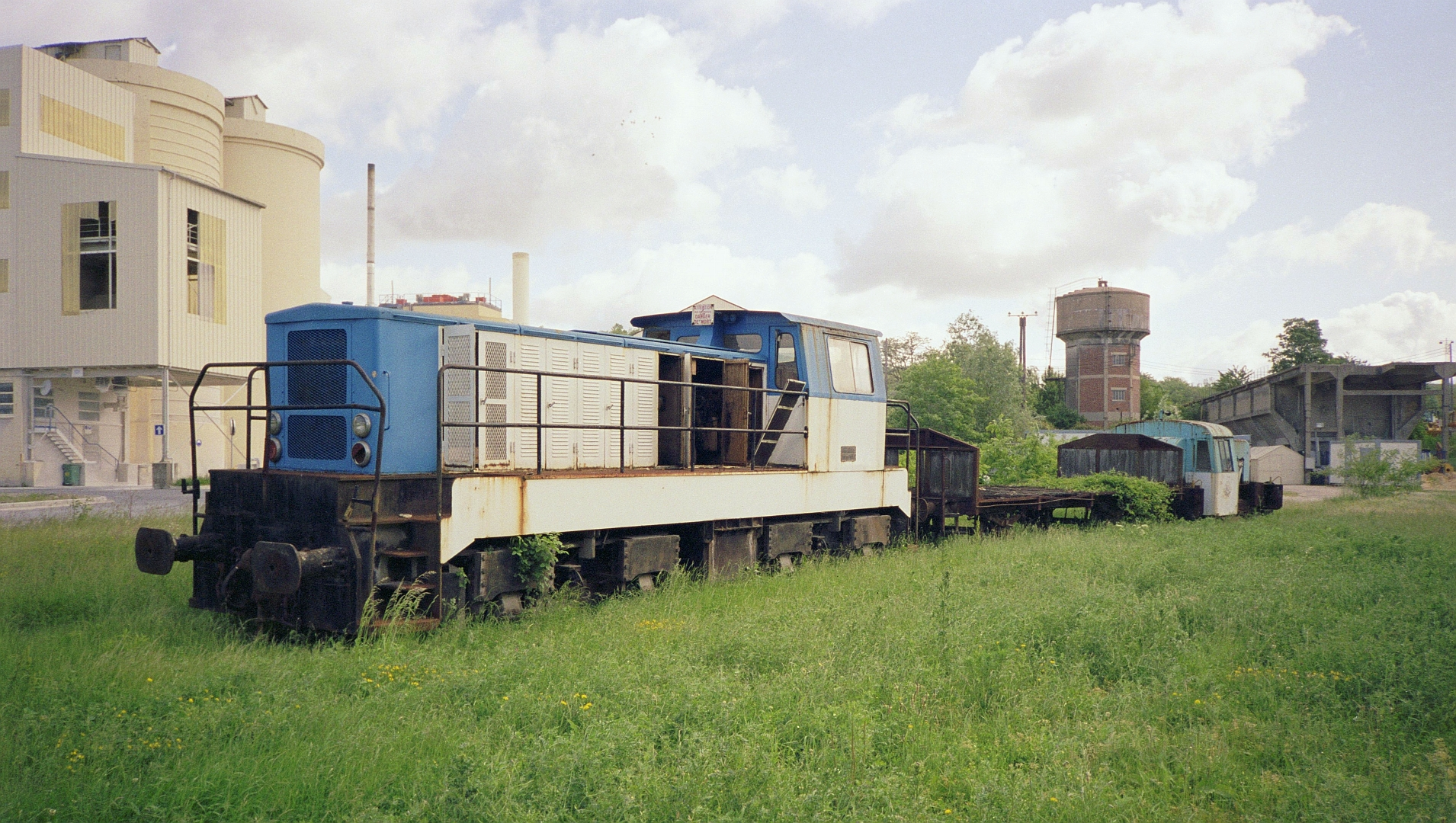
BB Diesel-électrique Fauvet Girel à l'usine Lambert de Cormeilles-en-Parisis.
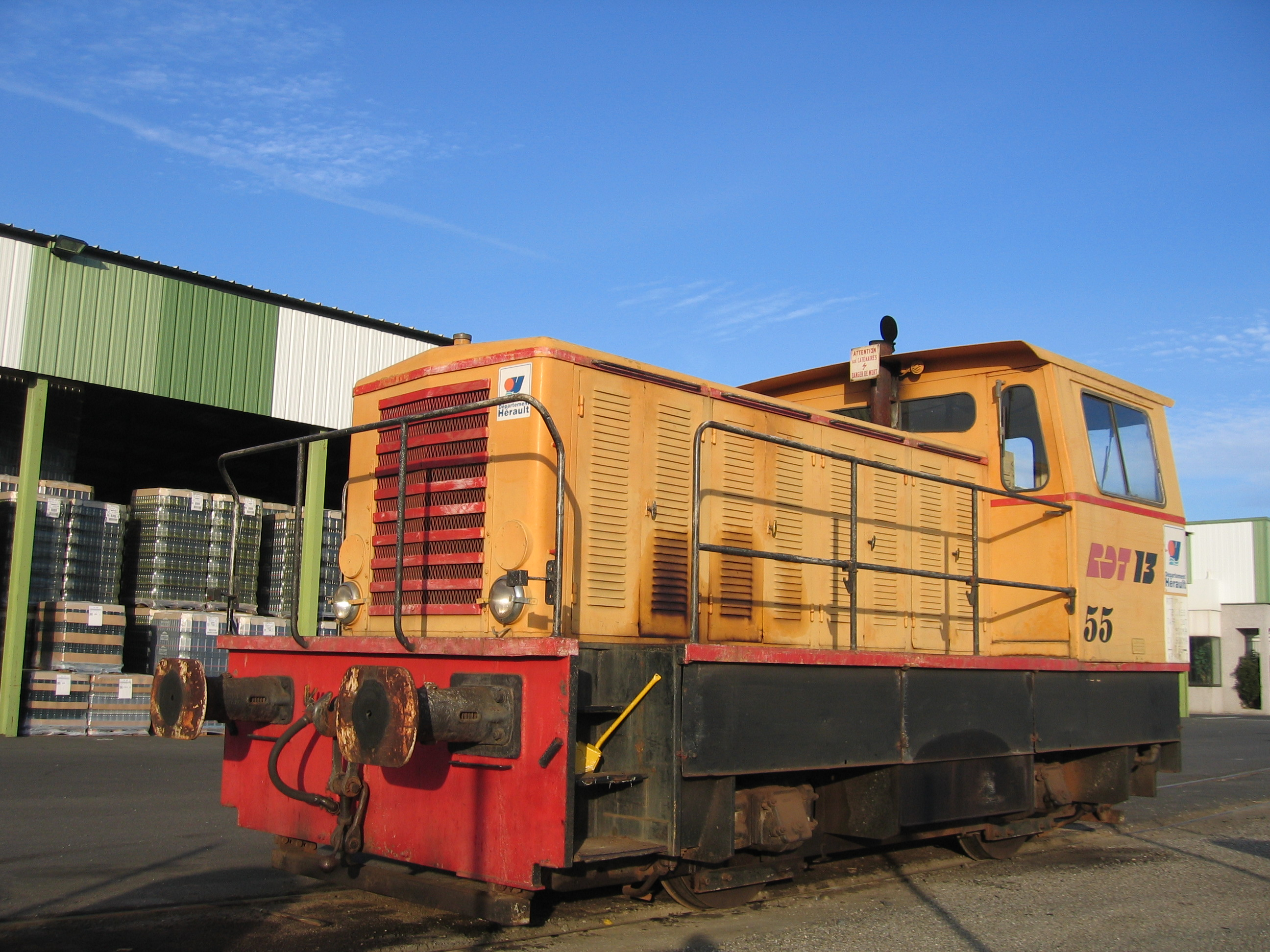
Locotracteur à deux essieux Fauvet Girel de la RDT 13 utilisé par les Chemins de fer de l'Hérault.